# Keller Group
Keller Group plc (LSE: KLR
) er en britisk geoteknik-ingeniørvirksomhed. De arbejder med geotekniske undersøgelser, jordforbedring, dræning, pilotering og etablering af fundamenter. I 2022 havde de 10.000 ansatte og omsatte for 2,945 mia. britiske pund.
Virksomheden blev etableret i 1950'erne som en grund-ingeniørdivision af GKN.